# Choni (gmina)
Gmina Choni (gruz. ხონის მუნიციპალიტეტი) – jednostka administracyjna Imeretii w Gruzji. Siedzibą gminy jest miasto Choni. 

## Położenie
Gmina położona jest w zachodniej części Imeretii, a jednocześnie w centralnej części Gruzji.

## Ludność
Na podstawie danych statystycznych z 2024 roku gminę Choni zamieszkuje 19 200 osób. 